# Trogon de la Hispaniola
El trogon de la Hispaniola (Priotelus roseigaster) és una espècie d'ocell de la família dels trogònids (Trogonidae) endèmica de l'illa de la Hispaniola. És l'ocell nacional d'Haití.
Era inclòs al gènere monotípic Temnotrogon, però actualment s'inclou a Priotelus, juntament amb el trogon de Cuba.

## Hàbitat i distribució
Habitava a les selves tropicals i subtropicals de muntanya, però aquests boscos estan avui molt degradats. Aquesta pèrdua d'hàbitat fa que sigui una espècie en perill.